# Супергранулација
Супергрануле на Сунцу су грануле већих димензије. Материја из дубине долази брзином од неколико стотина m/s па до 1 km/s. Материја излази у центру супергранула, а понире при рубовима. Гас који извире у центру делимично је јонизован, па се са њим преноси и магнетно поље. То објашњава што је оно концентрисано при рубовима супергранула. Димензије су им око 30000 km. Распрострањене су по целом Сунчевом диску. У сваком тренутку их има око 2000 и трају до 24 сата.